# Polen op het Eurovisiesongfestival 1998
Polen nam deel aan het Eurovisiesongfestival 1998 in Birmingham, Verenigd Koninkrijk. Het was de 5de deelname van het land op het Eurovisiesongfestival. De selectie verliep via een interne selectie. TVP was verantwoordelijk voor de Poolse bijdrage voor de editie van 1998.

## Selectieprocedure
Om de kandidaat te kiezen voor Polen op het festival koos men ervoor om deze intern aan te duiden.
De keuze viel uiteindelijk op de groep Sixteen met het lied "To takie proste".

## In Birmingham
Op het festival zelf in het Verenigd Koninkrijk moest Polen aantreden als 7de, net na Slowakije en voor Israël.
Op het einde van de puntentelling bleek dat Polen op een 17de plaats was geëindigd met een totaal van 19 punten.
België en Nederland hadden geen punten over voor deze inzending.

### Gekregen punten

#### Finale
| 12 punten   | 10 punten  | 8 punten | 7 punten                | 6 punten |
| ----------- | ---------- | -------- | ----------------------- | -------- |
|             | - Roemenië |          |                         |          |
| 5 punten    | 4 punten   | 3 punten | 2 punten                | 1 punt   |
| - Duitsland |            |          | - Frankrijk - Hongarije |          |

### Punten gegeven door Polen

#### Finale
Punten gegeven in de finale:
| 12 punten | België              |
| 10 punten | Israël              |
| 8 punten  | Malta               |
| 7 punten  | Verenigd Koninkrijk |
| 6 punten  | Kroatië             |
| 5 punten  | Nederland           |
| 4 punten  | Noorwegen           |
| 3 punten  | Zweden              |
| 2 punten  | Ierland             |
| 1 punt    | Estland             |

1994 · 1995 · 1996 · 1997 · 1998 · 1999 · 2000 · 2001 · 2002 · 2003 · 2004 · 2005 · 2006 · 2007 · 2008 · 2009 · 2010 · 2011 · 2012-2013 · 2014 · 2015 · 2016 · 2017 · 2018 · 2019 · 2020 · 2021 · 2022 · 2023 · 2024 · 2025